# 孙平 (1957年)
孙平（1957年8月—），男，汉族，四川彭州人，中华人民共和国政治人物。西南财经大学工业经济系工业经济专业毕业，经济学博士，教授。曾任中共成都市委常委、常务副市长。

## 生平
1975年7月参加工作，早年为四川省彭县白鹿乡知青。1978年入中南工业大学自动化系工业自动化专业学习；毕业后分配到四川电器厂，担任助理工程师。1983年入西南财经大学工业经济系工业经济专业，攻读硕士研究生。1985年10月加入中国共产党。毕业后留校，任工业经济系讲师兼校办机械厂厂长。1994年，任西南财经大学经济技术开发部主任，1997年任西南财经大学基建处处长。1998年，调任成都市计划委员会副主任，2001年任成都市人民政府市长助理、市发展计划委员会主任。2003年8月，任成都市人民政府副市长。2005年1月，转任中共攀枝花市委副书记、代市长、党组书记；当年2月任市长。2007年1月，升任中共成都市委常委，同年8月任成都市常务副市长、市政府党组副书记。
2014年8月22日，因涉嫌严重违纪违法接受组织调查。2015年1月16日，四川省人民检察院经审查，依法对原成都市委常委孙平以涉嫌受贿罪决定逮捕。同日，其妻赖邦蕙（原成都地铁有限责任公司工会主席）也因涉嫌受贿罪被决定逮捕。赖邦蕙2016年1月被撤销四川省政协委员资格。